# کامانیا مونفراتو
کامانیا مونفراتو (به ایتالیایی: Camagna Monferrato) یک کومونه در ایتالیا است که در استان آلساندریا واقع شده‌است.

## خصوصیات
کامانیا مونفراتو ۹٫۴ کیلومترمربع مساحت و ۵۴۳ نفر جمعیت دارد و ۲۶۱ متر بالاتر از سطح دریا واقع شده‌است.